# VX Возничего
VX Возничего (лат. VX Aurigae) — одиночная переменная звезда в созвездии Возничего на расстоянии (вычисленном из значения параллакса) приблизительно 5470 световых лет (около 1677 парсеков) от Солнца. Видимая звёздная величина звезды — от +13,1m до +8m.

## Характеристики
VX Возничего — красная пульсирующая переменная звезда, мирида (M) спектрального класса M5e или M4:e. Эффективная температура — около 3296 К.